# Israel Zangwill
Israel Zangwill, (Londres, 21 de enero de 1864 - Midhurst, 1 de agosto de 1926) fue un escritor británico de origen judío, uno de los propagandistas del sionismo.

## Biografía
Nació en el seno de una familia de inmigrantes rusos. Estudió en Plymouth, en Bristol y en la escuela judía del East End londinense, donde tiempo después trabajó como profesor. Dejó la enseñanza para dedicarse a la labor periodística, la cual, posiblemente, fue su auténtica vocación; es considerado uno de los más fervorosos defensores del humanitarismo democrático. Sus novelas fueron, en su tiempo, auténticos best-sellers. Protagonizó un curioso incidente en Florencia, el día de la revolución de Mussolini, al ser detenido por los camisas negras. Zangwill se negó a identificarse ante los paramilitares y estos lo llevaron ante el cónsul florentino. Allí ejerció como traductor el escritor Curzio Malaparte, quien suavizó las duras quejas del inglés, ante las cuales el embajador optó por dejarle marchar. El episodio lo narra el propio Malaparte en su ensayo "Técnica del golpe de estado".

## Obras

### Obras literarias
- El gran misterio de Bow, 1891 título original The Big Bow Mystery
- Los hijos del gueto, 1892 título original  Children of the Ghetto
- El rey de Schnorrer, 1894 título original  The King of Schnorrers

### Obras teatrales
- El crisol, 1908 título original "The Melting Pot"